# Горчица чёрная
Горчи́ца чёрная, или Горчица францу́зская, или Горчица настоя́щая (лат. Brássica nígra) — вид однолетних растений рода Капуста (Brassica) семейства Капустные (Brassicaceae), в диком виде встречается в умеренных и тропических районах Европы, Азии и Африки.
Предположительно, семя именно чёрной горчицы было упомянуто Иисусом в «Притче о горчичном семени» (Мф. 13:31-32), хотя имеется и другое объяснение.
С ботанической точки зрения название является неправильным, так как Горчицей называется другой род семейства Капустные, однако, оно закрепилось в обиходе в том числе благодаря популярной приправе, которая изготавливается из семян растения.

## Биологическое описание
Однолетнее травянистое растение.

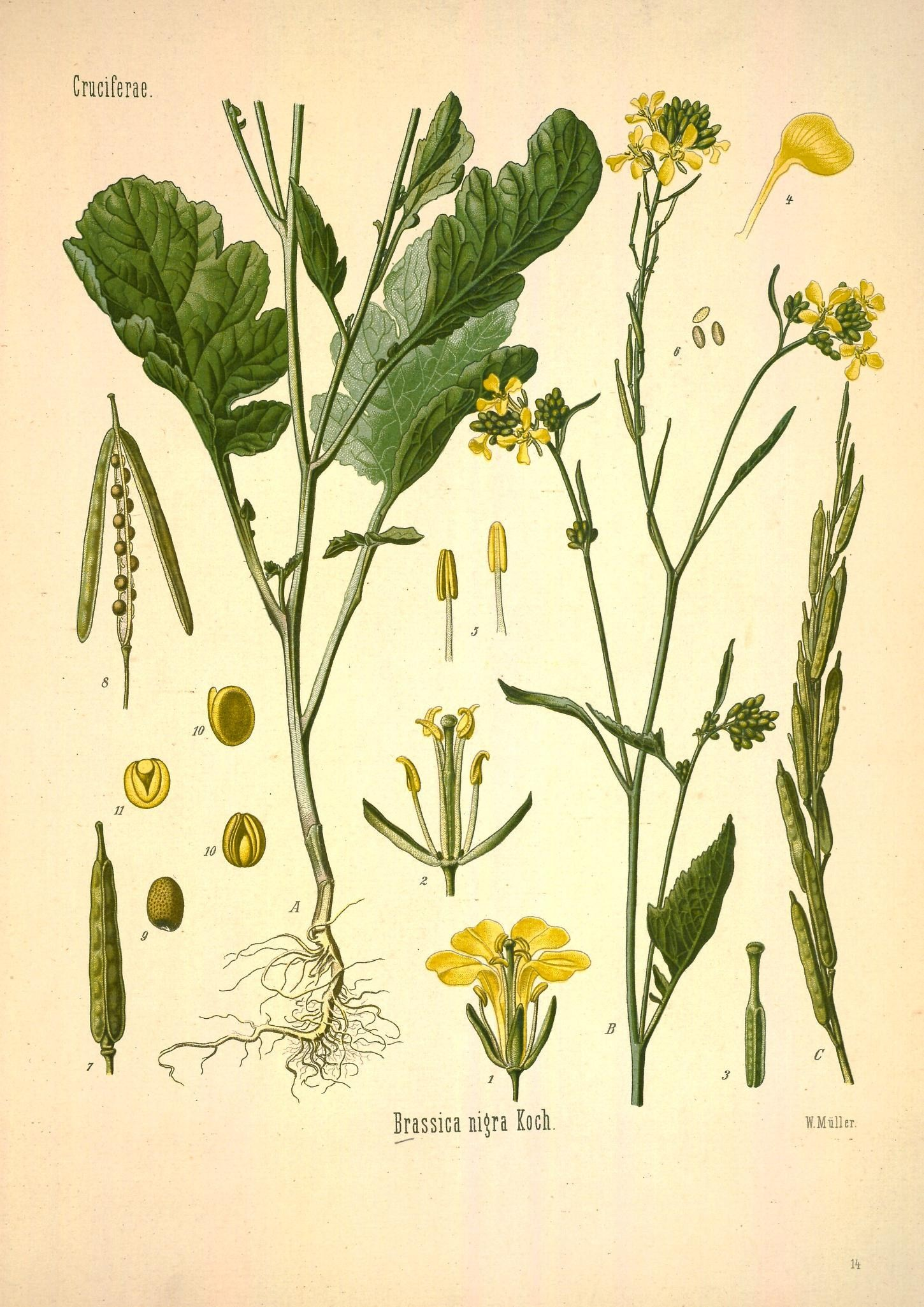

Стебель высотой, по одним данным, от 30 до 100 см, по другим, — от 60 до 240 см, прямостоячий, разветвлённый, голый, в нижней части вместе с листьями рассеянно-волосистый. Ветви тонкие, в пазухах ветвей обычно антоциановое пятно.
Листья черешковые, зелёные; нижние — лировидные, с большой выемчато-зубчатой верхушечной долей; верхние — ланцетовидные, цельнокрайные.
Цветки мелкие, собраны в редкие кистевидные соцветия; лепестки бледно-жёлтые или ярко-жёлтые, отгиб внезапно суживается в ноготок и короче ноготка. Цветоножка при плоде 2,5—8,5 см длиной.
Плоды — четырёхгранные, прямостоячие, прижатые к стеблю, ясно бугорчатые стручки, длиной 1—2,5 см. Створки с ясной срединной жилкой и мало заметными боковыми, внезапно заканчиваются очень тонким и коротким носиком, 1,5—4,7 мм длиной. Горчица чёрная отличается от близкого вида Горчица сарептская прижатыми стручками и тёмно-красно-бурой окраской семян.
Семена шаровидные, красновато-бурые или тёмно-бурые, тонкоячеистые, диаметром 1,0—1,6 мм. Плоды созревают в августе — сентябре.
Вид описан из Европы.

## Распространение и экология
Родиной горчицы чёрной считается Средиземноморье. В диком виде встречается на всей территории Европы и Азии, на севере Африки (Алжир, Египет, Тунис, Эритрея, Эфиопия, Марокко). Культивируют в Англии, Франции, Италии, Румынии, Турции, Индии, Китае и ряде других стран. В России почти не разводят.
В России произрастает как сорное в европейской части.
Растёт по берегам рек, по мусорным местам.

## Растительное сырьё

### Химический состав
Из семян получают горчичное эфирное масло (0,5—1,4 %), в составе которого аллилгорчичное масло (около 90 %), аллилцианид и сероуглерод.
В семенах содержится также 24—41 % жирного невысыхающего масла, основными компонентами которого являются эруковая, олеиновая, линолевая, пальмитиновая, лигноцериновая и линоленовая кислоты; есть следы стеариновой и арахиновой кислот.

## Применение
Жирное масло идёт для пищевых и технических целей, а обезжиренные семена используют на изготовление лучших сортов столовой горчицы и в медицине для производства горчичников. Во Франции из горчицы чёрной изготавливают знаменитую во всём мире дижонскую горчицу.
Горчица чёрная отличается хорошими медоносными свойствами, превосходя белую и сарептскую горчицы. Мёдопродуктивность — 260 кг/га.
Это растение используется также в мыловарении.

### Применение в кулинарии
Молодые листья горчицы чёрной используются в пищу как приправа к различным блюдам. Зелёные стебли, листья и цветки, порошок семян употребляют на Кавказе как пряность для приготовления сыров.
Семена горчицы чёрной используют для приготовления дижонской горчицы.

### Применение в медицине
Горчичное масло и горчичники применяют как местно-раздражающее средство при воспалении лёгких, бронхитах, невралгиях, ревматизме.
В народной медицине семенами горчицы широко пользовались в виде порошка или горчичной муки внутрь как средством, повышающим аппетит, слабительным и наружно как раздражающим и косметическим средством.

## Классификация

### Таксономия[9]
Brassica nigra  W.D.J.Koch, 1833, Deutschl. Fl. , ed. 3, 4: 713
Вид Горчица чёрная относится к роду Капуста (Brassica) семейства Капустные (Brassicaceae) порядка Капустоцветные (Brassicales). Кладограмма в соответствии с Системой APG IV по состоянию на июнь 2023 года:
|  |                                      |  |                                   |                                   |                     |  | ещё 16 семейств | ещё 16 семейств |                |  |  |  | еще 45 подтвержденных видов и 28 таксонов, ожидающих подтверждения |
|  |                                      |  |                                   |                                   |                     |  | ещё 16 семейств | ещё 16 семейств |                |  |  |  | еще 45 подтвержденных видов и 28 таксонов, ожидающих подтверждения |
|  |                                      |  |                                   | порядок Капустоцветные            |                     |  |                 |                 | род Капуста    |  |  |  |                                                                    |
|  |                                      |  |                                   | порядок Капустоцветные            |                     |  |                 |                 | род Капуста    |  |  |  |                                                                    |
|  | отдел Цветковые, или Покрытосеменные |  |                                   |                                   | семейство Капустные |  |                 |                 | Горчица чёрная |  |  |  |                                                                    |
|  | отдел Цветковые, или Покрытосеменные |  |                                   |                                   | семейство Капустные |  |                 |                 |                |  |  |  |                                                                    |
|  |                                      |  | ещё 63 порядка цветковых растений | ещё 63 порядка цветковых растений |                     |  |                 | ещё 354 рода    | ещё 354 рода   |  |  |  |                                                                    |
|  |                                      |  |                                   | ещё 63 порядка цветковых растений |                     |  |                 |                 | ещё 354 рода   |  |  |  |                                                                    |

### Синонимы
В современной систематике наблюдается тенденция к минимизации выделения самостоятельных внутривидовых таксонов (подвиды, разновидности и т. п.) и включение их вместо этого в синонимику основного вида. По этой причине многочисленные ботанические формы горчицы чёрной, которые встречаются в более ранних классификациях, трактуются как устаревшие синонимичные названия.
- Brassica brachycarpa  P.Candargy
- Brassica bracteolata  Fisch. & C.A.Mey.
- Brassica elongata var. longipedicellata  Halácsy ex Formánek
- Brassica nigra f. breviflora  Zapał.
- Brassica nigra f. condensata  Hausskn.
- Brassica nigra f. dentifera  Zapał.
- Brassica nigra f. glabrata  Zapał.
- Brassica nigra f. hispida  O.E.Schulz
- Brassica nigra subsp. hispida  (O.E.Schulz) Gladis
- Brassica nigra subsp. nigra  –
- Brassica nigra var. abyssinica  Alexander Br.
- Brassica nigra var. bracteolata  (Fisch. & C.A.Mey.) Spach ex Coss.
- Brassica nigra var. carneodentata  Kuntze
- Brassica nigra var. japonica  (Thunb.) O.E.Schulz
- Brassica nigra var. nigra  –
- Brassica nigra var. subglabra  Kuntze
- Brassica nigra var. tortuosa  (Pers.) Alef.
- Brassica nigra var. torulosa  (Pers.) Alef.
- Brassica nigra var. turgida  (Pers.) Alef.
- Brassica persoonii  Rouy & Foucaud
- Brassica sinapioides  Roth
- Brassica sinapioides  Roth
- Brassica sinapis  Noulet
- Brassica turgida  Rouy & Foucaud
- Crucifera sinapis  E.H.L.Krause
- Melanosinapis communis  Spenn.
- Melanosinapis nigra  Calest.
- Mutarda nigra  Bernh.
- Raphanus sinapis-officinalis  Crantz
- Sinapis bracteolata  G.Don
- Sinapis erysimoides  Roxb.
- Sinapis nigra  L.
- Sinapis orgyalis  Willd. ex Ledeb.
- Sinapis persoonii  (Rouy & Foucaud) A.Chev.
- Sinapis torulosa  Pers.
- Sisymbrium nigrum  (L.) Prantl